# Manufaktura Legenda
Manufaktura Legenda Records jest serią wydawnictw upamiętniającą dokonania zapomnianych już wykonawców polskiego punk rocka i rocka alternatywnego, którzy swoją działalnością tworzyli historię polskiej muzyki. Manufaktura Legenda jest częścią wydawnictwa W moich oczach, należącej do Sławomira Pakosa.
„Obecna technika pozwala udoskonalić nagrania monofoniczne dokonywane na koncertach czy próbach. Możemy również przygotowywać nagrania odszumiając winylowe unikaty wydane w kilkuset kopiach za granicami Polski (to było np. z Deadlockiem). Ale i tak najważniejsza w tej serii jest energia, furia i szczerość muzyki i tekstów. Najlepsze studio nagraniowe nie odbierze tym utworom piorunującego efektu, który sprawia, że wsłuchujemy się w te nagrania od kilkunastu lat z gęsią skórką. W przygotowaniu kolejne pozycje Manufaktura Legenda Records: Kryzys, WC, Deuter, „Tribute to Kryzys”, Tilt.” – Sławomir Pakos, wytwórnia W Moich Oczach.

## Wydawnictwa
- Armia – Legenda (reedycja)
- Brak – Brak
- Deadlock – Ambicja
- różni wykonawcy – Dolina Lalek: Tribute to Kryzys vol. 1
- różni wykonawcy – Dolina Lalek: Tribute to Kryzys vol. 2
- różni wykonawcy – Małe Psy (EP)
- Siekiera – 1984
- Siekiera – Na wszystkich frontach świata

### Książki
- „Obok, albo ile procent Babilonu?'”  Mirosław Ryszard Makowski, Michał Szymański), wyd. Manufaktura Legenda, 2011
- Sławomir Gołaszewski, „Reggae Rastafari • Regementarz”, Manufaktura Legenda, 2012